# Günter Hoge
Günter Hoge (Berlino, 7 ottobre 1940 – Berlino, 6 novembre 2017) è stato un calciatore tedesco orientale dal 1990 tedesco, di ruolo attaccante.